# 9 oktober
9 oktober är den 282:a dagen på året i den gregorianska kalendern (283:e under skottår). Det återstår 83 dagar av året.

## Återkommande bemärkelsedagar

### Nationaldagar
- Ugandas nationaldag.

## Namnsdagar

### I den svenska almanackan
- Nuvarande – Ingrid och Inger
- Föregående i bokstavsordning
  - Dionysius – Namnet fanns, till minne av Dionysius en domare i Aten, som av Paulus omvändes till kristendomen och blev stadens förste ärkebiskop, på dagens datum före 1901, då det utgick. 1986 återinfördes det i den modernare namnformen Dennis på 23 maj och detta flyttades 1993 till 7 augusti, där det har funnits sedan dess.
  - Inger – Namnet infördes på dagens datum 1986 och har funnits där sedan dess.
  - Ingolf – Namnet infördes på dagens datum 1986, men flyttades 1993 till 11 februari och utgick 2001.
  - Ingrid – Namnet infördes på dagens datum 1901 och har funnits där sedan dess.
- Föregående i kronologisk ordning
  - Före 1901 – Dionysius
  - 1901–1985 – Ingrid
  - 1986–1992 – Ingrid, Inger och Ingolf
  - 1993–2000 – Ingrid och Inger
  - Från 2001 – Ingrid och Inger
- Källor
  - Brylla, Eva (red.). Namnlängdsboken. Gjøvik: Norstedts ordbok, 2000 ISBN 91-7227-204-X
  - af Klintberg, Bengt. Namnen i almanackan. Gjøvik: Norstedts ordbok, 2001 ISBN 91-7227-292-9

### Finlandssvenska almanackan
- Nuvarande från 1973[1] – Marina
- I föregående revideringar[a][2]
  - 1929–1949 – Vega
  - 1950–1972 – Marina, Maren

## Händelser
- 1470 – Henrik VI av England återinsätts som kung av England efter att ha blivit avsatt 1461.
- 1583 – Orten Mariestad i Västergötland erhåller ”Stadsprivilegium”, hertig Karl
- 1701 – Yale-universitetet i New Haven, Connecticut grundas.
- 1847 – Svensk slavhandel avskaffas. De sista slavarna på svenskt territorium; i den svenska kolonin Saint-Barthélemy blir friköpta, totalt 595 st.
- 1874 – Världspostföreningen grundas.
- 1899 – Andra boerkriget bryter ut.
- 1946 – Debut Birgit Nilsson, Kungliga Teatern, som Agathe i Carl Maria von Webers Friskytten.
- 1962 – Uganda blir självständigt från Storbritannien.
- 1967 – Che Guevara avrättas i Bolivia.
- 1973 – Elvis Presley skiljer sig från Priscilla Presley; hon får vid skilsmässan bland annat 1,5 miljoner dollar plus 4 200 dollar i månaden i understöd, plus hälften av försäljningen av parets hem (750 000 dollar).
- 1986 – Tv-nätverket Fox gör sin premiärsändning. Målet är att bli störst i USA bland 18–49-åringarna, vilket man lyckas med några år senare.
- 2006
  - Nordkorea genomför sitt första kärnvapenprov.
  - Den svenska tv-kanalen TV7 lanseras med Aftonbladet som ägare. Kanalen säljs efter knappt två år till NonStop Television.

## Födda
- 1754 – Jean-Baptiste Regnault, fransk målare under nyklassicismen.
- 1757 – Karl X, kung av Frankrike 1824–1830.
- 1834 – Rufus Blodgett, amerikansk demokratisk politiker, senator (New Jersey) 1887–1893.
- 1835 – Camille Saint-Saëns, fransk kompositör.
- 1846 – Holger Drachmann, dansk författare.
- 1852 – Emil Fischer, tysk kemist, mottagare av Nobelpriset i kemi 1902.
- 1857 – Ivo Vojnović, kroatisk författare.
- 1858 – Bruno Gebhardt, tysk historiker.
- 1859 – Alfred Dreyfus, fransk militär, centralperson i Dreyfusaffären.
- 1862 – Henry L. Myers, amerikansk demokratisk politiker och jurist, senator (Montana) 1911–1923.
- 1871
  - Clyde M. Reed, amerikansk republikansk politiker, senator (Kansas) 1939–1949.
  - 1871 – Walter Murray, svensk politiker, minister och landshövding i Västmanlands län.
- 1873 – Carl Flesch, ungersk-tysk violinist och pedagog.
- 1878 – Erland Colliander, svensk skådespelare.
- 1879 – Max von Laue, tysk fysiker, mottagare av Nobelpriset i fysik 1914.
- 1881 – Helga Brofeldt, svensk skådespelare.
- 1890 – Aimee Semple McPherson, amerikansk evangelist.
- 1892 – Ivo Andric, jugoslavisk författare, mottagare av Nobelpriset i litteratur 1961.
- 1894 – Ernest McFarland, amerikansk demokratisk politiker, senator (Arizona) 1941–1953.
- 1900 – Alastair Sim, brittisk skådespelare.
- 1907 – Jacques Tati, fransk komiker och regissör.
- 1908
  - Jim Folsom, amerikansk demokratisk politiker, guvernör i Alabama 1947–1951 och 1955–1959.
  - Werner von Haeften, tysk jurist och officer.
- 1918 – E. Howard Hunt, amerikansk agent åt Vita huset under Richard Nixon, ledde inbrottet i Watergatekomplexet 17 juni 1972 som ledde till Watergateaffären.
- 1925 – Robert Docking, amerikansk demokratisk politiker, guvernör i Kansas 1967–1975.
- 1928 – Einojuhani Rautavaara, finländsk tonsättare.
- 1933
  - Lill Larsson, svensk skådespelare.
  - Peter Mansfield, brittisk fysiker, mottagare av Nobelpriset i fysiologi eller medicin 2003.
- 1938 – Denzil Davies, brittisk parlamentsledamot för Labour Party.
- 1940
  - Gordon J. Humphrey, amerikansk republikansk politiker, senator (New Hampshire) 1979–1990.
  - John Lennon, brittiskfödd sångare, kompositör, The Beatles.
- 1944 – John Entwistle, basist och originalmedlem i den engelska rockgruppen The Who.
- 1947 – France Gall, fransk sångare.
- 1948
  - Jackson Browne, amerikansk sångare och kompositör.
  - Paul LePage, amerikansk republikansk politiker, guvernör i Maine 2011–2019.
- 1950 – Jody Williams, amerikansk lärare och hjälparbetare, mottagare av Nobels fredspris 1997.
- 1952 – Sharon Osbourne, amerikansk skådespelare, programledare, sångare och manager för Ozzy Osbourne.
- 1953 – Tony Shalhoub, amerikansk skådespelare.
- 1954 – Johan Hedenberg, svensk skådespelare, regissör och manusförfattare.
- 1955 – Steve Ovett, brittisk medeldistanslöpare.
- 1956 – John O'Hurley, amerikansk skådespelare.
- 1958 – Alan Nunnelee, amerikansk republikansk politiker, kongressledamot 2011–2015.
- 1960 – Anders Ekborg, svensk skådespelare.
- 1963 – Dag Wennlund, svensk spjutkastare.
- 1964 – Guillermo del Toro, mexikansk filmregissör, manusförfattare och filmproducent.
- 1966
  - David Cameron, brittisk parlamentsledamot för Konservativa partiet 2001–2016, partiledare 2005–2016 och premiärminister 2010–2016.
  - Christopher Östlund, svensk tidningsman.
- 1967
  - Artur Davis, amerikansk demokratisk politiker, kongressledamot 2003–2011.
  - Anders Jansson, svensk komiker
- 1969 – PJ Harvey, brittisk sångare och låtskrivare.
- 1970 – Annika Sörenstam, svensk golfspelare, mottagare av Svenska Dagbladets guldmedalj 1995.
- 1974 – Tom Perriello, amerikansk demokratisk politiker, kongressledamot 2009–2011.
- 1975
  - Anders Göthberg, svensk musiker, gitarrist i Broder Daniel.
  - Sean Lennon, amerikansk musiker, son till John Lennon.
- 1980 – Henrik Zetterberg, svensk ishockeyspelare.
- 1981 – Gaël Givet, fransk fotbollsspelare.
- 1985 – Joakim Lundell, svensk artist.
- 1986 – Laure Manaudou, fransk simmare.

## Avlidna
- 1047 – Clemens II, påve sedan 1046.
- 1253 – Robert Grosseteste, brittisk filosof.
- 1267 – Otto III av Brandenburg, markgreve av Brandenburg.
- 1562 – Gabriele Falloppio, italiensk anatom.
- 1587 – Decio Azzolino den äldre, italiensk kardinal.
- 1771 – Claes Ekeblad den yngre, svenskt riksråd samt kanslipresident 1761–1765 och sedan 1769.
- 1837 – Oliver H. Prince, amerikansk politiker, advokat och publicist, senator (Georgia) 1828–1829.
- 1868 – Howell Cobb, amerikansk politiker och general.
- 1889 – Otto Falk, svensk militär och riksdagsman.
- 1918 – Raymond Duchamp-Villon, fransk skulptör.
- 1923 – Henry Markham, amerikansk republikansk politiker, guvernör i Kalifornien.
- 1934
  - Alexander I, kung av Jugoslavien sedan 1921 (mördad).
  - Louis Barthou, fransk politiker, mördad.
  - Vlado Tjernozemski, bulgarisk revolutionär, attentatsman.
- 1941 – John Gardiner Richards, amerikansk demokratisk politiker, guvernör i South Carolina 1927–1931.
- 1943 – Pieter Zeeman, 78, nederländsk fysiker, mottagare av Nobelpriset i fysik 1902.
- 1945 – Gottlieb Hering, tysk SS-officer.
- 1952 – Guido Valentin, svensk journalist, redaktör, tidningsman, författare och manusförfattare.
- 1953 – James Finlayson, skotsk-amerikansk filmkomiker, ofta i Helan och Halvan-filmer.
- 1954 – Robert H. Jackson, amerikansk jurist och politiker.
- 1957 – Gösta Björling, svensk operasångare (tenor).
- 1958 – Pius XII, född Eugenio Maria Giuseppe Giovanni Pacelli, påve sedan 1939.
- 1964 – Tollie Zellman, svensk skådespelare.
- 1967
  - Che Guevara, argentinsk-kubansk revolutionär och gerillaledare (avrättad).
  - Cyril Hinshelwood, 70, brittisk kemist, mottagare av Nobelpriset i kemi 1956.
- 1974 – Oskar Schindler, sudettysk industriman, räddade omkring 1 200 judiska arbetare från Förintelsen.
- 1982 – Anna Freud, österrikisk-brittisk psykoanalytiker.
- 1987
  - Clare Boothe Luce, amerikansk före detta kongressledamot och författare.
  - William P. Murphy, 95, amerikansk hematolog, mottagare av Nobelpriset i fysiologi eller medicin 1934.
- 1988 – Felix Wankel, tysk ingenjör (Wankel-motorn).
- 1991 – Dagmar Lange, svensk deckarförfattare, pseudonym Maria Lang.
- 1992 – Per Olof Sundman, svensk författare och politiker (centerpartist), ledamot av Svenska Akademien 1975–1992.
- 1995
  - Alec Douglas-Home, brittisk konservativ politiker, premiärminister 1963–1964, utrikesminister 1960-1963, 1970-1974.
  - John A. Scali, amerikansk diplomat och journalist, FN-ambassadör 1973–1975.
- 1996 – Hans Ullberg, svensk skådespelare.
- 1999 – Akhtar Hameed Khan, pakistansk underutvecklingsaktivist och samhällsvetare.
- 2000 – Robert Frederick Bennett, amerikansk republikansk politiker, guvernör i Kansas 1975–1979.
- 2001 – Herbert Ross, amerikansk filmregissör, filmproducent, koreograf och skådespelare.
- 2002 – Aileen Wuornos, amerikansk seriemördare (avrättad).
- 2003 – Ruth Hall, amerikansk skådespelare.
- 2005 – Jan Rohde, norsk popsångare.
- 2006 – Paul Hunter, engelsk snookerspelare.
- 2008 – Birgit Broms, svensk konstnär.
- 2011 – Vibeke Falk, 93, norsk skådespelare.
- 2012 – Paddy Roy Bates, 91, brittisk radiopirat och självutnämnd ”statschef” i mikronationen Sealand.
- 2014
  - Carolyn Kizer, 88, amerikansk poet.
  - Jan Hooks, 57, amerikansk skådespelare och komiker (Saturday Night Live).
  - Sydney Chapman, 78, brittisk parlamentsledamot (konservativ).
- 2016 – Andrzej Wajda, 90, polsk filmregissör.
- 2018 – Thomas Steitz, 78, amerikansk biokemist, mottagare av Nobelpriset i kemi 2009.